# 홍경흠
홍경흠(1949년 2월 2일 ~ )은 대한민국의 시인이다.
1949년 경북 문경에서 태어나 경희대학교 체육학과와 동 교육대학원 체육교육학과를 졸업하고 I. A. E. University에서 명예문학박사 학위를 받았다. 2003년 현대시문학 신인상을 받으며 작품 활동을 시작했다. 시집으로 『푸른 생각』『시간의 틈새로 걸어나온 언어』『채광』
『그림자는 미친듯이 희망곡을 듣는다』,『감정을 읽는 시간』등이 있다.『푸른 생각』은 워싱턴 대학에 소장되어 있다. 『그림자는 미친듯이 희망곡을 듣는다』
는 미국 Data point WOPULAR 에 소개되었다. 2005년 허균 문학상, 2007년 국제문화예술상, 2008년 에피포도 문학상(미국), 2008년 한국신문예협회 문학상, 2010년 자랑스러운 서울시민 600인 표창, 2010년 국제교육공로대상(일본), 2011년 황희문화예술상, 2011년『홍조근정훈장』2012년 사자상 공로상(경희대학교), 2017년 제7회 대한민국 독도문예대전 특선 수상, 2021년 경북일보 호미문학대전 수상, 2022년 강원경제신문 코벤트가든문학상 대상 등을 수상했으며 현재 국제문화예술위원회 국제 특별 이사, 열린 문학 편집·운영위원, 북경, 국제안중근사상연구회 특별이사(중국), 한국문인협회 해외문학발전위원, 국제펜클럽 저작권위원, 시인협회회원으로 활동 중이다. 특히 경향신문에 칼럼 교단일기와 지역신문에 시론 및 칼럼을 썼으며 금천뉴스, 금천방송 논설위원이다. KBS1,2. SBS. MBC. MBN. EBS. Cable-TV. Radio에도 다수 출연하였다. 금천구 독산자연 공원에『5월』이라는 시비가 있다. 2011년 한국시대사전, 2012년 현대 한국인물사, 2022년 문경학총서1 및 한국문학인 대사전에 등재되었다. 조선일보, 동아일보, 경향신문 등 61개 신문에 소개되었다.

## 작품

### 시 집
- 『푸른생각』신세림.2004. (미국, Washington University 소장)[3]
- 『시간의 틈새로 걸어나온 언어』책나라.2005.[4]
- 『채광』에세이.2008.
- 『그림자는 미친듯이 희망곡을 듣는다』엠애드.2011.(미국, Data point WOPULAR 소개됨)
- 『감정을 읽는 시간』넓은마루.2019.[5]

### 동인지
- 『사랑3,4』현대시선.2003.
- 『2005 주목받는 시인들』책나라.2005.
- 『꽃을 가꾸다』엠아이지.2009.
- 『마음에 평안을 주는 시』책나라.2010.
- 『행복꽃』엠아이지.2011.
- 『강원도 시로 물들다』한국시인협회. 2015.
- 『DMZ 시인들의 메시지』한국시인협회. 2015.
- 『수수꽃 어머니』한국시인협회. 2016.
- 『빛의 뿌리』한국시인협회. 2017.
- 『한영대역 재표작 선집』국제 PEN 한국본부. 2017.
- 『한국시인 사랑시1』한국문인협회. 2017.
- 『얼굴은 물고기로 가득 차 있다』한국시인협회. 2018.
- 『영문대표작 선집』 국제 PEN 한국본부. 2018.
- 『시인의 주소』한국시인협회. 2019.
- 『한국시인 대표작1』한국문인협회. 2016.
- 『나의 고향 나의 어머니』한국문인협회. 2019.
- 『내 삶의 단 한 사람 그대』한국 펜 문학. 2013.
- 『한글, 문학을 노래하다』한국 펜 문학. 2015.
- 『한영 대표작 선집』한국 펜 문학. 2017.
- 『영문 대표작 선집』한국 펜 문학. 2018.
- 『통일 문학선집』통일문학 추진위원회 편. 2018.
- 『남도관광 순례명시집』대한민국 문학 메카본부. 2019.
- 『한강의 설화』한국시인연대. 2019.
- 『한강의 미학』한국시인연대. 2020.
- 『문학저널 문학인』도화. 2020.
- 『역』한국시인협회. 2021.
- 『공무원문학 38호』한국공무원 문인협회. 2021.
- 『포스트 코로나』한국시인협회. 2021.
- 『심장 깊이 젖어라, 시여』현대시학. 2021.
- 『시가 굶주릴 이유는 없다는 거야』현대시학. 2022.

### 전문서적
- 『체력장 관리지침』해동문화사.1980.
- 『청소년 사안의 예방과 선도』대동사.1987.
- 『필승 선거 병법』홍문사.2002.

## 활동

### 개별 활동
- 시와 시 강의
- 제자 양성

### 문예지
- 시인수첩,문학인,한국시인,문학매거진시마,시인하우스,한국창작문학,인간과 문학,현대문예,문예비전,시현실,한글문학,문학공간,문학에스프리,월간문학,펜문학,문학저널,열린문학,아시아서석문학,전국포럼연합 등 23종의 전문잡지에 ‘시’를 수시로 게재하다.

### 언론 보도
- 조선일보. 푸른생각. 2004.
- 스포츠조선. 30년 경력 체육교사 시인 홍경흠‘푸른생각’출간. 2004.
- 경향신문. 30년 체육교사 홍경흠씨 첫 시집<푸른생각>. 2004.
- 스포츠서울. 행복을 찾아가는 나만의 삶, 웰빙. 2004.
- 이천저널. 시가 있는 마을. 2004.
- 경향신문. 칼럼, 수준별 이동수업 필요. 2005.
- 경향신문. 체육선생님은 시를 쓴다. 2005.
- MBC-FM 95.9MHz. 이 사람이 사는 세상. 2005.
- KBS-1TV.“피플, 세상 속으로”제231회. 2005.
- 일간스포츠. 이 한권의 책 - '시간의 틈새로 걸어나온 언어'. 2005.
- SBS 생방송투데이, 제475회.‘시간의 틈새로 걸어나온 언어’. 2005.
- EBS '우리가족' 120분 토크 앤드 토크쇼. 2005.
- GTB(강원방송). PSB(부산방송). TBC(대구방송). TJB(대전방송). CTB(청주방송). UBC(울산ubc,mbc). HD케이불. 등‘세상발견 유레카’. 2005.
- JTB(일본교통).‘세상발견 유레카’. 2005.
- 금천신문(37호). 시 쓰는 체육교사 홍경흠씨. <내 나이 15세,“아이들 눈높이로 바라보죠”>. 2005.
- 금천신문.‘수능 그 후’등 기고 2회. 2005.
- 경희대학교 대학주보(1364호).<체육교사로 시집 발간해>. 2006.
- 금천21-4호. 목적지는 화살표로 간다.<유럽기행1>. 2006.
- 금천21-5호. 밀라노에서 바이에른주까지<유럽기행2>. 2006.
- 금천21-7호. 時論, 가을에. 2006.
- 레이디경향 특집 : 홍경흠시인 유럽 가다. 2006.
- SBS 러브 FM. 2006.
- HCN 이달의 인물. 2006.
- 경향신문 교단일기 칼럼니스트. 2005-2006.
- 광명신문/383호. 7면. 교육칼럼. 2007.
- 금천뉴스/제127･128호.‘시’신이 빚은 몸. 외 2007.
- 금천뉴스/제132･133호“아테네,‘할키자’에는 진검승부가 없다”. 2007.
- 금천뉴스/제140･141호 "학교에는 제자와 스승이 있을까?". 2007.
- MBC FM '다시 만난 그 사람'. 2008.
- MBC-TV 저녁 9시 뉴스. 2008.
- SBS-TV 출발 모닝 와이드. 2008.
- KBS2-TV 무한지대Q. 2008.
- 인터넷 문학방송 드림서치 - 그 겨울바다에서. 2008.
- SBS-TV 신동엽의 있다 없다. 2008.
- 연합뉴스. 채광. 2008.
- 매일경제. 채광. 2008.
- 스포츠한국. 채광. 2008.
- 스포츠조선. 채광. 2008.
- 경향신문. 정년퇴임. 2008.
- KBS-TV 세상의 아침.“시와 선생님”. 2008.
- SBS-TV 있다 없다. 2008. 본방 외 10개 채널 재방.
- MBC-FM, 신학기를 맞이하여, 2009.
- 한국유기농비료신문. 꽃은 꽃이라 말하지 않는다 외 1편. 2009.
- KBS2-TV 세상의 아침. 2009.
- MBC-TV 살 맛 나는 세상, 2009.
- SBS-TV 생방송투데이, 2010.
- 스포츠조선,『그림자는 미친듯이 희망곡을 듣는다』. 2011.
- 스포츠동아,『그림자는 미친듯이 희망곡을 듣는다』. 2011.
- IP-TV.동아방송.“그림자는 미친 듯이 희망곡을 듣는다”. 2011.
- 제주일보.“그림자는 미친듯이 희망곡을 듣는다”. 2011.
- Data point WOPULAR(미국)“그림자는 미친듯이 희망곡을 듣는다”. 2011.
- 문화예술TV21.“그림자는 미친듯이 희망곡을 듣는다”. 2011.
- 뉴스플러스.“그림자는 미친듯이 희망곡을 듣는다”. 2011.
- 서포츠서울.“그림자는 미친듯이 희망곡을 듣는다”. 2011.
- 엔터테인먼터-뉴스.“그림자는 미친듯이 희망곡을 듣는다”. 2011.
- 북스조선.“그림자는 미친듯이 희망곡을 듣는다”. 2011.
- 1등 인터넷뉴스 “그림자는 미친듯이 희망곡을 듣는다”. 2011.
- 이스타뉴스.“그림자는 미친듯이 희망곡을 듣는다”. 2011.
- Korean book.“그림자는 미친듯이 희망곡을 듣는다”. 2011.
- 누리봄사화복지환경신문.“그림자는 미친듯이 희망곡을 듣는다”. 2011.
- 아시아신문.“퇴직 즈음”. 2011.
- 전자신문.“그림자는 미친듯이 희망곡을 듣는다”. 2011.
- 아시아일보. 퇴직 즈음 5. 2011.
- 아시아일보. 퇴직 즈음 1. 2011.
- 아시아일보. 퇴직 즈음 3. 2011.
- 아시아일보. 퇴직 즈음 8. 2011.
- 주간 한국문학신문. 에스컬레이터. 2012.
- 금천소식지2012/09. 헹가래. 2012.
- 금천뉴스 , 보름달을 보며. 2012.
- 금천뉴스, 일본, 아직도 정글의 시대다. 2012.
- 금천뉴스, 나의 내면(內面)은 무엇일까. 2012.
- 금천뉴스 , 얄타회담과38선. 2012.
- 금천방송1주년특집 축시 -‘춘추화’. 2012.
- 매일경제, 안나푸르나. 2013.
- 투데이 뉴스 저널, 성찰로 희망을 노래하다. 2014.
- 경의대학교 총동문회보, 동정란. 2014.
- 천지일보, 누가 독도를 모르는체 하는가. 2015.
- 서울로컬뉴스, 시가 있는 마을 행사. 2016.
- 영남일보, 착한 척 오지 마라. 2017.
- 투데이뉴스저널, 지혜가 필요한 시점이다. 2018.
- 한국문학신문, 열린문학 시 낭송의 밤. 2018.
- 『감정을 읽는 시간』. 2019. - 시사뉴스. 더 리더. 더드라이브. 환경미디어. 스포츠서울. 수도권일보. 여성신문. UNDV. MBN-TV. 매일경제TV뉴스. 환경미디어. 뉴시스. 넥스트데일리. 조선일보. 스포츠조선. THE WORLD NEWS. 스포츠경향. 뉴스픽. 스포츠동아. 동아일보. 뉴라이브라리. YLINE. 연합뉴스. 시사뉴스 커버스토리. 등에 기사화됨
- 금천뉴스, 명랑한 신의 - 박관규는 수술로 말한다. 2020.
- 경북일보, 호미문학대전, 배밭에는 배꽃이 핀다. 2021.
- 강원경제신문, 묏자리. 2022
- 금천뉴스, 그리고 광합성 시대다. 2022.
- 금천뉴스, 역습. 2022.
- 금천뉴스, 12월의 노래. 2022.
- 금천뉴스, 가능성을 찾다. 2023.
- 금천뉴스, 기도는 역방향이 없다. 2023.

## 경력 및 수상
경력
- 서울 공립중등교사 40년. 1970 ~ 2011.
- 경희대학교. 상명대학교. 숭의대학 강사. 1977 ~ 1987.
- 경향신문 교단일기 칼럼니스트. 2005 ~ 2006.
- 지역신문 시론 기고. 2005 ~ 2007.
- 금천 문인협회 이사. 2008 ~
- 금천구 청소년육성위원 및 꿈나무프로젝트 자문위원. 2009.
- 국제문화예술위원회 국제 특별 이사. 2009 ~
- 국제펜클럽 한국본부 저작권위원. 2009 ~
- 한국문인협회 해외문학발전위원. 2011 ~
- 한국 시인협회 회원. 2013 ~
- 열린 문학 편집·운영위원. 2010.
- 북경, 국제안중근사상연구회 특별이사(중국). 2010 ~
- 詩人時代 주간. 2011 ~
- 문학과학통섭포럼 본부 이사. 2012 ~
- 금천열린문학마을공동체 부회장. 2012 ~
- 금천뉴스 금천방송 논설위원. 2012 ~
- 경희대학교 총동문회 이사. 2013 ~
- 문학저널 신인문학상‘시’부문 예비심사위원. 2013 ~
- 한국창작문학 편집위원장. 2015 ~

수상
- 허균 문학상. 2005.
- 국제문화예술상. 2007.
- 에피포도 문학상(미국). 2008.
- 한국신문예협회상. 2008.
- 자랑스러운 서울시민 600인 표창. 2010.
- 국제교육공로상(일본). 2010.
- 홍조근정훈장(대한민국). 2011.
- 황희문화예술상. 2011.
- 사자상(경희대학교). 2012.
- 공로상(경희대학교 총동문회). 2013.
- 한마음 문화상(한국신문예문학회). 2013.
- 제7회 대한민국 독도문예대전 특선. 영남일보. 2017.
- 한국창작문학 최우수 작가상. 2018.
- 제3회 화천문학상. 2018.
- 경북일보 호미문학대전 가작 수상. 2021.
- 제39회 코벤트 가든문학상 대상 수상. 강원경제신문, 토지문학회. 2022.
- 『초록 안부』외 다수. 서울시,하남시 지하철 게시 시 공모전 선정. 2023.
- 『꽃숭어리의 성분, 2023』, 『빙하의 시간을, 2024』 문학매거진 시마 공모전 선정.

## 학력 및 학위
학력
- 경희대학교 체육대학 체육학과 졸업
- 경희대학교 교육대학원 체육교육학과 졸업

학위
- 경희대학교 교육대학원 석사. 1979.
- I.A.E.Univ.명예 문학 박사. 2011.

## 특이사항(등재된 인물사전)
- 한국 시 대사전 수록. 2011.
- 현대 한국인물사 수록. 2012.
- 禿山自然公園, 詩碑 제막. 2009.
- 한국문학100년사탑각명. 2010.
- 문경학총서1 수록.2022.
- 한국문학인대사전 수록.2022
- 서울 금천구 시흥대로 150길 6(한양수자인 아파트 외벽) 『짝사랑』 게시 2013
- 서울 금천구 금하로 793(벽산아파트 단지 내) 『꽃이 있는 풍경』 게시 2018